# Nettie Nielsen
Pour les articles homonymes, voir Nielsen.
Nettie Nielsen, née le 23 juillet 1964, est une joueuse de badminton danoise.

## Biographie

### Carrière
Elle est médaillée d'or par équipes et en double dames aux Championnats d'Europe de badminton 1988. Aux Championnats d'Europe de badminton 1990, elle est médaillée d'or par équipes et en double dames et médaillée de bronze en double mixte.